# Kükládok
A Kükládok (görögül Κυκλάδες [Kikládesz], olaszul Cicladi) szigetcsoport az Égei-tenger középső részén, Görögországban. A név eredete a „körül” (görögül κυκλάς) szó, a Délosz szent szigete körül fekvő szigetekre utal. Talán a két legismertebb Míkonosz és Szantorini.

## A szigetcsoport tagjai
- Amorgósz – itt forgatták a Nagy Kékség (1988) című filmet,
- Anafi – kicsiny és érintetlen sziget Szantorinitől keletre,
- Ándrosz – csöndes és elegáns sziget hegyekkel és strandokkal
- Antipárosz
- Délosz – a görög mitológia szent szigete,
- Folégandrosz – gyönyörű, csendes sziget Szantorinitől nyugatra,
- Íosz – partisziget,
- Kéosz
- Kímolosz
- Küthnosz
- Míkonosz – híres turistacélpont,
- Mílosz - itt találták meg a Milói Vénuszt
- Náxosz – a legnagyobb és a legzöldebb,
- Párosz – szintén népszerű, kitűnő tengerparttal és hegyekkel,
- Szantorini (Thira) – beomlott vulkán sziget,
- Szerifosz
- Szifnosz – csöndes sziget, jó strandokkal,
- Szikinosz
- Szírosz
- Tínosz

## Időjárás
Nyáron forró. Ezt egy kicsit ellensúlyozza a meltemi, a folyton fújó forró kükládi szél, amely néha még a hajómenetrendeket is felborítja. Októbertől többet esik az eső.

## Történelem

### Kükládi civilizáció
A 19. században brit régészek nyomára bukkantak egy ősi, még a minószi civilizációt is megelőző kükládi kultúrának. Ennek fő jellegzetessége a már-már a modern művészetekre hasonlító, egyszerű vonalú márvány nőszobor. Sajnos a kiásott műtárgyak hamar igen népszerűek lettek, és a gyorsan kialakuló feketepiacon sok megsemmisült vagy eltűnt.

### Későbbi történelmük
A Nyugatrómai Birodalom bukása után a szigetek Velencéhez tartoztak, majd Marco Sanudo, Náxosz hercege lett a terület ura.
1537-ben török uralom alá került a szigetcsoport, akik meglehetősen elhanyagolták őket. Emiatt gyakran kalóztámadásoknak lettek kitéve. Ez ellen védekeztek a lakosok a labirintusszerű, hegytetőre épített falvak kiépítésével, ám kevés sikerrel, mivel 1563-ban már csak öt szigeten laktak a tizenhat közül.
A görög szabadságharcban a szigetek kevéssé vettek részt.
A második világháborúban a térséget az olaszok szállták meg. A szigeteken a turizmus berobbanásáig nagy volt a szegénység. Mint Görögország más részeiről is, innen is sokan kivándoroltak az Újvilágba.